# Балика Степан Максимович
Степа́н Макси́мович Ба́лика (1904 , Ярославець, Глухівський повіт, Чернігівська губернія, Російська імперія  — невідомо ) — український політичний і господарський діяч. Депутат Верховної Ради УРСР першого скликання.

## Біографія
Народився 1904 року в багатодітній родині в селі Ярославець, тепер у складі Ярославецької сільської ради Кролевецького району Сумської області, Україна. Батько більше 50-ти років працював на цукровому заводі.
З 1914 року почав працювати на сезонній роботі на Покровському спиртзаводі на Чернігівщині, взимку навчався у школі. З 1916 року працював на Андрушівському цукровому заводі.
З 1920 року — член комсомолу, червоноармієць 44-ї стрілецької дивізії на польському фронті. Після демобілізації працював слюсарем, згодом електромонтером на цукрозаводі в Андрушівці.
З 1920 року брав участь у організації комсомолу на Україні, був обраний членом губкому комсомолу в Житомирі.
Член ВКП(б) з січня 1925 року.
У 1925–1930 роках навчався на механічному факультеті Смілянського інституту цукрової промисловості, по закінченні якого працював інженером-механіком рафінадного заводу в Сумах. З 1930 року навчався в аспірантурі інституту цукрової промисловості, згодом був обраний деканом механічного факультету Київського інституту харчової промисловості імені А. І. Мікояна.
У листопаді 1932 — серпні 1934 року працював у економічному відділі Київського обласного управління Державного політичного управління (ДПУ) Української СРР.
У серпні 1934 — квітні 1935 року — головний механік заводу № 43 у Києві. У травні 1935 — липні 1936 року — заступник декана загальнотехнічного факультету Київського індустріального інституту, одночасно — директор середньої школи № 51 у Києві.
З липня 1936 року працював інспектором по котлонагляду в Народному комісаріаті харчової промисловості УРСР, начальником Головного управління пивоварної промисловості Наркомату.
У травні — жовтні 1938 року — народний комісар харчової промисловості Української РСР. 26 червня 1938 року був обраний депутатом Верховної Ради УРСР 1-го скликання від Обухівської виборчої округи № 88 Київської області.
З 10 вересня 1939 року мобілізований в Особливий відділ НКВС Південно-Західного фронту, брав участь у бойових діях проти Польщі та Фінляндії. Демобілізований у червні 1940 року, призначений керуючим Тресту наочно-навчальних посібників.
З 25 червня 1941 року — в особливому відділі НКВС Південно-Західного фронту. У 1942 році через хворобу відізваний у розпорядження НКВС УРСР, демобілізований у червні 1944 року.
З 1 липня 1944 року — керуючий Української контори Головкольорметзбуту Народного комісаріату кольорової металургії СРСР.